# Canoa/kayak ai II Giochi europei
Le gare di canoa/kayak ai II Giochi europei sono state disputate a Minsk tra il 25 e il 27 giugno 2019. A differenza che nei Giochi olimpici, nel programma di questa edizione dei Giochi europei come in quella precedente non sono comprese le gare di canoa slalom ma solo quelle di velocità.

## Podi

### Maschili
| Specialità  | Oro                                                                  | Argento                                                       | Bronzo                                                    |
| C1 - 200 m  | Artsem Kozyr                                                         | Nicolae Craciun                                               | Alfonso Benavides                                         |
| C1 - 1000 m | Tomasz Kaczor                                                        | Kirill Shamshurin                                             | Sebastian Brendel                                         |
| C2 - 1000 m | Romania Catalin Chirila Victor Mihalachi                             | Ucraina Yurii Vandiuk Andrii Rybachok                         | Russia Kirill Shamshurin Ilya Pervukhin                   |
| K1 - 200 m  | Maxime Beaumont                                                      | Balazs Birkas                                                 | Dzmitry Tratsiakou                                        |
| K1 - 1000 m | Bálint Kopasz                                                        | Fernando Pimenta                                              | Aleh Yurenia                                              |
| K1 - 5000 m | Bálint Kopasz                                                        | Fernando Pimenta                                              | Max Hoff                                                  |
| K2 - 1000 m | Germania Max Hoff Jacob Schopf                                       | Ucraina Oleksandr Syromiatnykov Oleh Kukharyk                 | Russia Vladislav Litovka Roman Anoshkin                   |
| K4 - 500 m  | Russia Artem Kuzakhmetov Aleksandr Sergeyev Oleg Gusev Vitaly Ershov | Germania Max Rendschmidt Ronald Rauhe Tom Liebscher Max Lemke | Slovacchia Samuel Baláž Erik Vlček Csaba Zalka Adam Botek |

### Femminili
| Specialità  | Oro                                                             | Argento                                                                        | Bronzo                                                                        |
| C1 - 200 m  | Alena Nazdrova                                                  | Lisa Jahn                                                                      | Dorota Borowska                                                               |
| C2 - 500 m  | Ungheria Virág Balla Kincső Takács                              | Bielorussia Nadzeya Makarchanka Volha Klimava                                  | Russia Kseniia Kurach Olesia Romasenko                                        |
| K1 - 200 m  | Emma Jørgensen                                                  | Danuta Kozák                                                                   | Marta Walczykiewicz                                                           |
| K1 - 500 m  | Volha Khudzenka                                                 | Danuta Kozák                                                                   | Emma Jørgensen                                                                |
| K1 - 5000 m | Maryna Litvinchuk                                               | Dóra Bodonyi                                                                   | Marianna Petrušová                                                            |
| K2 - 200 m  | Ucraina Mariya Povkh Liudmyla Kuklinovska                       | Germania Franziska John Tina Dietze                                            | Bielorussia Volha Khudzenka Maryna Litvinchuk                                 |
| K2 - 500 m  | Bielorussia Volha Khudzenka Maryna Litvinchuk                   | Ungheria Anna Kárász Danuta Kozák                                              | Russia Anastasia Panchenko Kira Stepanova                                     |
| K4 - 500 m  | Ungheria Anna Kárász Danuta Kozák Tamara Csipes Erika Medveczky | Bielorussia Marharyta Makhneva Nadzeya Papok Volha Khudzenka Maryna Litvinchuk | Polonia Karolina Naja Katarzyna Kołodziejczyk Anna Puławska Helena Wiśniewska |